# Landkreis Tübingen
Der Landkreis Tübingen ist ein Landkreis in Baden-Württemberg. Er bildet zusammen mit dem Landkreis Reutlingen und dem Zollernalbkreis den Regionalverband Neckar-Alb im Regierungsbezirk Tübingen.

## Geographie

### Lage
Der Landkreis Tübingen hat Anteil am Oberen Gäu und am Schönbuch. Im Südosten reicht er über das Albvorland bis an die Schwäbische Alb (Albtrauf). Der Neckar durchfließt das Kreisgebiet von Südwesten nach Nordosten. Die Höhenlage erstreckt sich von 299 m ü. NHN am Kirchentellinsfurter Baggersee bis 854 m ü. NHN auf dem Dreifürstenstein bei Mössingen.

### Nachbarkreise
Der Landkreis Tübingen grenzt im Uhrzeigersinn im Norden beginnend an die Landkreise Böblingen, Reutlingen, Zollernalbkreis, Freudenstadt und Calw.

### Flächenaufteilung
Nach Daten des Statistischen Landesamtes, Stand 2015.

## Natur
Der Landkreis Tübingen besitzt folgende 22 Naturschutzgebiete. Nach der Schutzgebietsstatistik der Landesanstalt für Umwelt, Messungen und Naturschutz Baden-Württemberg (LUBW) stehen 1.192,15 Hektar der Kreisfläche unter Naturschutz, das sind 2,30 Prozent.
1. Altwiesen: 23,2 ha; Gemarkung Bodelshausen
2. Bei der Olgahöhe: 25,0 ha; Gemarkung Mössingen
3. Bergrutsch am Hirschkopf: 45,0 ha; Gemarkung Mössingen
4. Blaulach: 12,0 ha; Gemarkungen Kusterdingen und Tübingen
5. Bühler Tal und Unterer Bürg: 78,5 ha; Gemarkungen Tübingen und Rottenburg am Neckar
6. Burglehen: 16,3 ha; Gemarkung Rottenburg am Neckar
7. Eisenbachhain: 8,3 ha; Gemarkung Dettenhausen
8. Espenloch-Hintere Halde: 22,3 ha (davon 12,2 ha im Landkreis Tübingen); Gemarkung Hirrlingen
9. Filsenberg: 35,8 ha; Gemarkung Mössingen
10. Hirschauer Berg: 22,2 ha; Gemarkung Tübingen
11. Kapfhalde: 11,8 ha; Gemarkungen Hirrlingen, Rottenburg am Neckar
12. Katzenbach-Dünnbachtal: 121,3 ha; Gemarkungen Rottenburg am Neckar und Ofterdingen
13. Kochhartgraben und Ammertalhänge: 106,8 ha; Gemarkungen Rottenburg am Neckar und Ammerbuch
14. Oberes Steinach 7,5 ha; Gemarkungen Tübingen und Rottenburg am Neckar
15. Öschenbachtal: 59,0 ha; Gemarkung Mössingen
16. Rappenberg: 15,8 ha; Gemarkung Rottenburg am Neckar
17. Schaichtal: 467,8 ha; Gemarkung Dettenhausen, Walddorfhäslach (Landkreis Reutlingen), Aichtal (Landkreis Esslingen), Waldenbuch (Landkreis Böblingen)
18. Schönbuch-Westhang/Ammerbuch: 459,0 ha; Gemarkung Ammerbuch
19. Spitzberg-Ödenburg 9,9 ha; Gemarkung Tübingen
20. Trichter-Ehehalde: 2,7 ha; Gemarkung Rottenburg am Neckar
21. Vollmershalde: 52,0 ha; Gemarkung Rottenburg am Neckar
22. Winterhalde: 54,4 ha (davon 9,1 ha im Landkreis Tübingen); Gemarkung Bodelshausen

## Geschichte
Vor 1800 gehörte der größte Teil des heutigen Kreisgebiets entweder zum Herzogtum Württemberg (Oberamt Tübingen) oder zu Vorderösterreich. 1803/06 kamen die vorderösterreichischen und übrigen nicht-württembergischen Gebiete des heutigen Landkreises ebenfalls zum Königreich Württemberg. 1811 wurde das Oberamt Rottenburg am Neckar errichtet und 1934 wurden beide Oberämter in Landkreise überführt. 1938 wurde der Landkreis Tübingen erheblich vergrößert. Zum Kreisgebiet kamen nahezu alle Gemeinden des Landkreises Rottenburg sowie einige Gemeinden des Kreises Herrenberg und die Gemeinde Stockach vom Kreis Reutlingen.
Bei der Kreisreform wurde der Landkreis Tübingen am 1. Januar 1973 auf seinen heutigen Umfang vergrößert, indem er drei Gemeinden vom aufgelösten Landkreis Horb hinzugewann. Im Gegenzug musste er drei Gemeinden an den Landkreis Reutlingen abgeben, bekam von diesem jedoch auch die Gemeinde Gomaringen.
Bereits am 1. April 1972 (Bieringen) und am 1. Dezember 1972 (Baisingen und Ergenzingen) wurden Gemeinden aus dem Landkreis Horb eingegliedert. Sie wurden in die Stadt Rottenburg am Neckar eingemeindet.
Nach Abschluss der Gemeindereform umfasst der Landkreis Tübingen noch 15 Gemeinden, darunter 3 Städte, welche zugleich Große Kreisstädte sind (Rottenburg am Neckar, Tübingen und Mössingen, letztgenannte aber erst ab 1. Januar 2009). Der Landkreis Tübingen ist damit der Landkreis mit den wenigsten Gemeinden mit Stadtrecht in Baden-Württemberg. Größte Stadt des Kreises ist Tübingen, kleinste Gemeinde ist Hirrlingen.

### Einwohnerstatistik

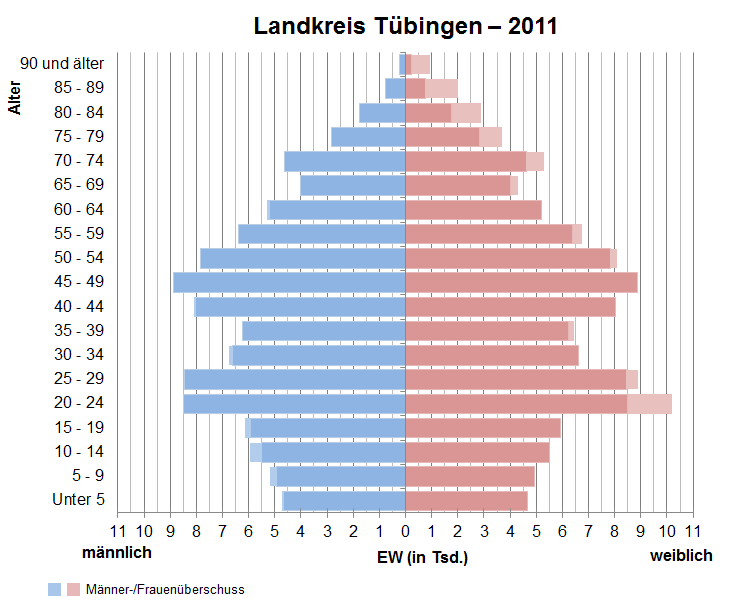
Bevölkerungspyramide für den Kreis Tübingen (Datenquelle: Zensus 2011.)

Die Einwohnerzahlen sind Volkszählungsergebnisse (¹) oder amtliche Fortschreibungen des Statistischen Landesamts Baden-Württemberg (nur Hauptwohnsitze).
| Datum             | Einwohner |
| ----------------- | --------- |
| 31. Dezember 1973 | 164.617   |
| 31. Dezember 1975 | 165.487   |
| 31. Dezember 1980 | 172.803   |
| 31. Dezember 1985 | 179.937   |
| 25. Mai 1987¹     | 175.855   |
| 31. Dezember 1990 | 193.334   |

| Datum             | Einwohner |
| ----------------- | --------- |
| 31. Dezember 1995 | 203.968   |
| 31. Dezember 2000 | 208.535   |
| 31. Dezember 2005 | 216.477   |
| 31. Dezember 2010 | 221.304   |
| 31. Dezember 2015 | 221.837   |
| 31. Dezember 2020 | 228.471   |

### Konfessionsstatistik
Der Anteil der evangelische und katholische Kirchenmitglieder im Kreis sinkt jährlich um einen Prozentpunkt. Gemäß dem Zensus 2022 waren am 25. Mai 2022 31,8 % (73.100) der Einwohner evangelisch, 24,4 % katholisch, und 43,8 % waren konfessionslos, gehörten einer anderen Glaubensgemeinschaft an oder machten keine Angabe.
Laut kirchliche Statistik waren Ende 2023 73.132 Einwohnern evangelisch.

## Politik
Der Landkreis wird vom Kreistag und vom Landrat verwaltet.

### Kreistag
Der Kreistag wird von den Wahlberechtigten im Landkreis auf fünf Jahre gewählt.
| Kreistagswahl Tübingen 2024Wahlbeteiligung: 66,8 % 3020100 26,3 %20,6 %18,7 %12,3 %6,9 %4,5 %3,6 %3,3 %3,0 %0,8 %keine % GrüneFWVCDUSPDTÜL/LINKEFDPPARTEIAfDKlimaBunteSonst.Gewinne und Verlusteim Vergleich zu 2019 %p 4 2 0 −2 −4−3,5 %p+1,4 %p+1,0 %p−0,5 %p−2,3 %p−1,2 %p−0,3 %p+1,8 %p+3,0 %p+0,8 %p−0,2 %pGrüneFWVCDUSPDTÜL/LINKEFDPPARTEIAfDKlimaBunteSonst. | Sitzverteilung im Kreistag Tübingen seit 2024Insgesamt 67 Sitze - TÜL/LINKE: 4 - PARTEI: 2 - SPD: 8 - Grüne: 15 - Klima: 1 - Bunte: 1 - FWV: 16 - FDP: 3 - CDU: 13 - AfD: 4 |

| Parteien und Wählergemeinschaften | Parteien und Wählergemeinschaften                                                             | % 2024 | Sitze 2024 | % 2019 | Sitze 2019 | % 2014 | Sitze 2014 | % 2009 | Sitze 2009 | % 2004 | Sitze 2004 | % 1999 | Sitze 1999 | % 1994 | Sitze 1994 | % 1989 | Sitze 1989 |
| GRÜNE                             | Bündnis 90/Die Grünen                                                                         | 26,3   | 15         | 29,8   | 18         | 21,8   | 14         | 24,2   | 12         | 20,1   | 10         | 13,6   | 7          | 16,9   | 9          | 16,3   | 8          |
| FWV                               | Freie Wählervereinigung Stadt und Land                                                        | 20,6   | 16         | 19,2   | 16         | 27,1   | 17         | 21,3   | 17         | —      | —          | —      | —          | —      | —          | —      | —          |
| CDU                               | Christlich Demokratische Union Deutschlands                                                   | 18,7   | 13         | 17,7   | 12         | 25,4   | 16         | 23,9   | 14         | 23,2   | 14         | 25,9   | 16         | 23,6   | 14         | 26,1   | 14         |
| SPD                               | Sozialdemokratische Partei Deutschlands                                                       | 12,3   | 8          | 12,8   | 8          | 15,0   | 9          | 16,4   | 9          | 16,9   | 10         | 18,0   | 11         | 19,8   | 12         | 21,4   | 12         |
| TÜL/DIE LINKE                     | Wählervereinigung Tübinger Linke e. V./DIE LINKE                                              | 6,9    | 4          | 9,2    | 5          | 6,8    | 4          | 6,2    | 3          | 5,2    | 2          | 3,9    | 1          | —      | —          | —      | —          |
| FDP                               | Freie Demokratische Partei                                                                    | 4,5    | 3          | 5,7    | 4          | 3,9    | 2          | 8,0    | 4          | 6,1    | 3          | 4,0    | 2          | 4,9    | 2          | 5,5    | 2          |
| Die PARTEI                        | Partei für Arbeit, Rechtsstaat, Tierschutz, Elitenförderung und basisdemokratische Initiative | 3,6    | 2          | 3,9    | 2          | —      | —          | —      | —          | —      | —          | —      | —          | —      | —          | —      | —          |
| AfD                               | Alternative für Deutschland                                                                   | 3,3    | 4          | 1,5    | 2          | —      | —          | —      | —          | —      | —          | —      | —          | —      | —          | —      | —          |
| Klima                             | Klimaliste Deutschland                                                                        | 3,0    | 1          | —      | —          | —      | —          | —      | —          | —      | —          | —      | —          | —      | —          | —      | —          |
| Bunte                             | BUNTE Liste                                                                                   | 0,8    | 1          | —      | —          | —      | —          | —      | —          | —      | —          | —      | —          | —      | —          | —      | —          |
| UB                                | Unabhängige Bürger                                                                            | —      | —          | 0,2    | 0          | —      | —          | —      | —          | —      | —          | —      | —          | —      | —          | —      | —          |
| WG                                | Wählervereinigungen                                                                           | —      | —          | —      | —          | —      | —          | —      | —          | 24,5   | 18         | 32,0   | 22         | 32,1   | 20         | 27,8   | 18         |
| REP                               | Die Republikaner                                                                              | —      | —          | —      | —          | —      | —          | —      | —          | 2,4    | 1          | 2,6    | 1          | 2,4    | 1          | —      | —          |
| Sonst.                            | Sonstige                                                                                      | —      | —          | —      | —          | —      | —          | —      | —          | 1,7    | 0          | —      | —          | 0,3    | 0          | 3,0    | 1          |
| gesamt                            | gesamt                                                                                        | 100    | 67         | 100    | 67         | 100    | 62         | 100    | 59         | 100    | 58         | 100    | 60         | 100    | 58         | 100    | 55         |
| Wahlbeteiligung                   | Wahlbeteiligung                                                                               | 66,8 % | 66,8 %     | 64,6 % | 64,6 %     | 54,0 % | 54,0 %     | 54,4 % | 54,4 %     | 54,0 % | 54,0 %     | 54,2 % | 54,2 %     | 69,4 % | 69,4 %     | 62,8 % | 62,8 %     |

- WG: Wählervereinigungen, da sich die Ergebnisse von 1989 bis 2004 nicht auf einzelne Wählergruppen aufschlüsseln lassen.

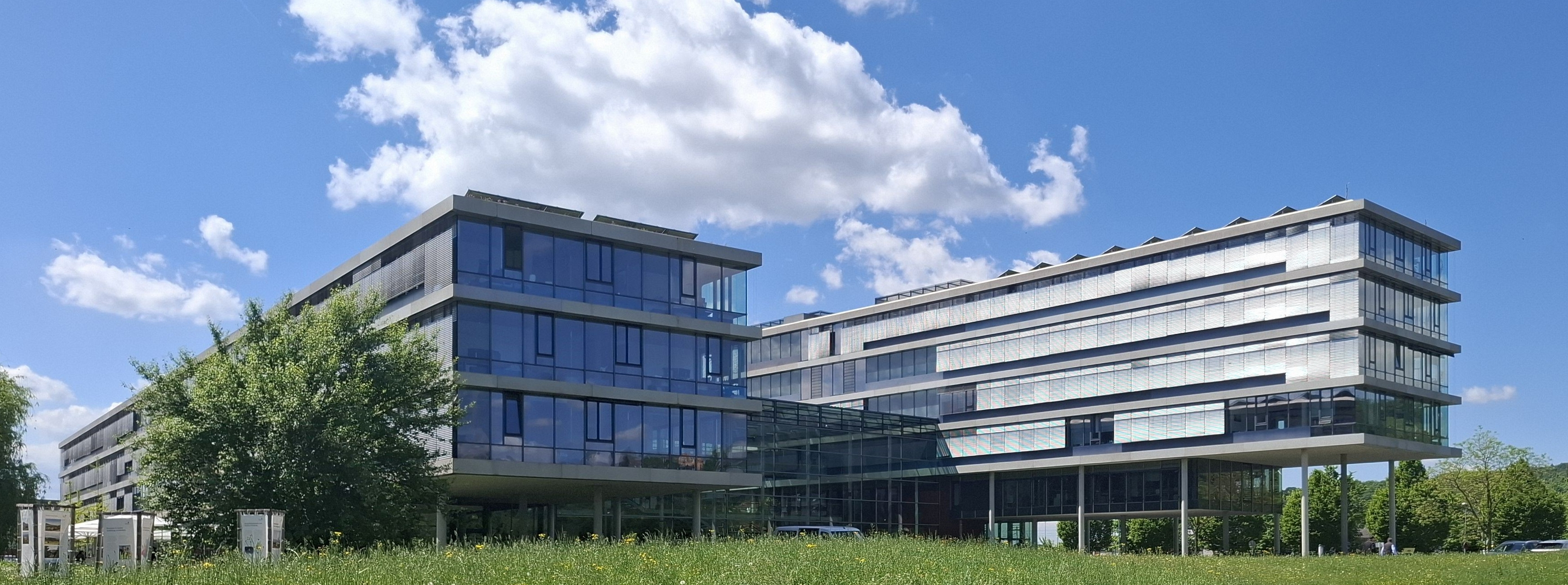
Landratsamt mit Sitz des Kreistags

### Landrat
Der Landrat wird vom Kreistag für eine Amtszeit von 8 Jahren gewählt. Er ist gesetzlicher Vertreter und Repräsentant des Landkreises sowie Vorsitzender des Kreistags und seiner Ausschüsse, hat aber in den Gremien kein Stimmrecht. Er leitet das Landratsamt und ist Beamter des Kreises. Zu seinem Aufgabengebiet zählen die Vorbereitung der Kreistagssitzungen sowie seiner Ausschüsse. Er beruft Sitzungen ein, leitet diese und vollzieht die dort gefassten Beschlüsse. Sein Stellvertreter ist der Erste Landesbeamte.
Die Oberamtmänner des Oberamts Tübingen von 1809 bis 1928 sind im Artikel Oberamt Tübingen dargestellt.
- 1928–1934: Julius Gös
- 1934–1945: Friedrich Geißler
- 1945–1946: Viktor Renner
- 1947–1962: Hermann Zahr
- 1963–1973: Oskar Klumpp
- 1973–1989: Wilhelm Gfrörer
- 1989–2003: Albrecht Kroymann
- seit 2003: Joachim Walter

### Wappen
Das Wappen des Landkreises Tübingen zeigt in Silber an schräg aus dem Untergrund hervorkommendem schwarzem Speer eine dreilatzige rote Fahne, ähnlich einem Rennfähnlein. Das Wappen wurde 1955 und nach der Kreisreform am 3. September 1973 neu verliehen.
Die Fahne war das Symbol der Pfalzgrafschaft Tübingen, deren Herrschaftsgebiet im Kreisgebiet lag. Die Farben spiegeln die Grafen von Hohenberg wider.

## Wirtschaft und Infrastruktur
Im Zukunftsatlas 2016 belegte der Landkreis Tübingen Platz 43 von 402 Landkreisen, Kommunalverbänden und kreisfreien Städten in Deutschland und zählt damit zu den Regionen mit „sehr hohen Zukunftschancen“. 2019 belegte er Platz 38 von 401.

### Verkehr

#### Eisenbahnverkehr
Dem Neckar folgt die 1861 von den Königlich Württembergischen Staats-Eisenbahnen eröffnete Strecke Plochingen–Tübingen, die in Plochingen von der Strecke aus Stuttgart abzweigt. Die Verbindung ist auf diesem Abschnitt heute auch als Neckar-Alb-Bahn bekannt. Die Strecke wurde 1861 bis Rottenburg und 1864 bis Eyach fortgeführt. Im Jahre 1866 erreichte sie Horb, von wo sie 1867/68 bis Rottweil und später nach Immendingen verlängert wurde. An der Bahnstrecke Stuttgart–Horb wiederum liegt seit 1879 die Station Ergenzingen. Seit 1869 ist Tübingen außerdem Ausgangspunkt der Zollern-Alb-Bahn nach Hechingen.
Als Querverbindung von der Gäubahn bei Herrenberg nach Tübingen wurde in den Jahren 1909/10 die Ammertalbahn in Betrieb genommen. Der Bahnhof Eyach im Neckartal ist seit 1901 nördlicher Endpunkt der Hohenzollerischen Landesbahn in Richtung Haigerloch–Hechingen.
1902 erbauten die Badischen Lokal-Eisenbahnen die Nebenbahn Reutlingen–Gönningen, von der nur zwei Stationen im Kreis Tübingen lagen. Auf der 1911 durch die Königlich Württembergischen Staats-Eisenbahnen eröffneten Schönbuchbahn liegt nur der Endbahnhof Dettenhausen im Kreis; sie wird seit 1996 von der Württembergischen Eisenbahngesellschaft betrieben.
Das nunmehr 86 Kilometer umfassende Bahnnetz ist bis auf 8 Kilometer immer noch (oder wieder) in Betrieb; weitere 8 Kilometer waren etwa 30 Jahre lang stillgelegt:
- 1972 stillgelegt: Eyach–Haigerloch–Stetten–Hechingen Lbf. (2 km)
- 1976 stillgelegt: Reutlingen–Mähringen–Gomaringen–Gönningen (6 km)
- 1966–1999 stillgelegt: Entringen–Altingen–Herrenberg (6 km)
- 1966–1996 stillgelegt: Böblingen–Holzgerlingen–Dettenhausen (2 km)

#### Regional-Stadtbahn
Seit einigen Jahren verfolgen die Kreise Tübingen, Reutlingen und Zollernalb die Einrichtung einer Regional-Stadtbahn Neckar-Alb nach dem Karlsruher Modell. Hierzu soll insbesondere eine Stadtbahnstrecke vom Hauptbahnhof über Universität und Universitätskliniken zum Wohngebiet Waldhäuser Ost entstehen, die mit dem regionalen Zugverkehr durchgebunden wird. Eine Machbarkeitsstudie ergab eine äußerst positive volkswirtschaftliche Nutzen-Kosten-Relation von 2,0.

#### Straßenverkehr
Das Kreisgebiet wird im äußersten Westen von der Bundesautobahn 81 Stuttgart–Singen (Hohentwiel) berührt. Ferner wird er durch Bundes-, Landes- und Kreisstraßen erschlossen. Die wichtigsten sind die B 27 Stuttgart–Rottweil und die B 28 Freudenstadt–Reutlingen.

#### Radverkehr
Durch den Landkreis verlaufen einige Alltagsrouten aus dem Radnetz Baden-Württemberg: 
- von Nürtingen oder Reutlingen kommend über Kirchentellinsfurt, Tübingen und Rottenburg Richtung Horb am Neckar
- von Tübingen über Mössingen Richtung Hechingen
- von Herrenberg kommend über Ergenzingen nach Horb am Neckar

Im Landkreis verlaufen als Landes-Radfernwege:
- Der Neckartal-Radweg verläuft von Villingen-Schwenningen nach Mannheim.
- Der Hohenzollern-Radweg[15] verläuft vom Bodensee über die hohenzollerischen Städte Sigmaringen und Hechingen und über Rottenburg am Neckar, Schloss Hohenentringen, Bebenhausen und Dettenhausen nach Esslingen und nach Weinstadt im Rems-Murr-Kreis.
- Der Württemberger Weinradweg[16] beginnt in Rottenburg. Er verläuft in einer großen Schleife ins Ammertal und darüber hinaus und führt nach Tübingen. Ab hier folgt er bis Neckartenzlingen dem Neckartal-Radweg. Insgesamt führt er nach Niederstetten.

Der Landkreis Tübingen ist Mitglied der AGFK (Arbeitsgemeinschaft Fahrrad- und Fußverkehrsfreundlicher Kommunen) in Baden-Württemberg.

### Kreiseinrichtungen
Der Landkreis Tübingen ist Träger folgender Beruflicher Schulen: Berufliche Schule (Gewerbliche, Kaufmännische und Hauswirtschaftliche Schule) Rottenburg am Neckar, Gewerbliche Schule Tübingen, Mathilde-Weber-Schule (Hauswirtschaftliche und Landwirtschaftliche Schule) Tübingen (unter anderem mit Ernährungswissenschaftlichem und Biotechnologischem Gymnasium) und Wilhelm-Schickard-Schule (Kaufmännische Schule) Tübingen ferner folgender Sonderpädagogischer Bildungs- und Beratungszentren mit dem Förderschwerpunkt geistige Entwicklung: Lindenschule Rottenburg am Neckar, Kirnbachschule mit Schulkindergarten Tübingen.

## Gemeinden
(Einwohner am 31. Dezember 2024)
| Städte 1. Mössingen, Große Kreisstadt (21.751) 2. Rottenburg am Neckar, Große Kreisstadt (45.677) 3. Tübingen, Große Kreisstadt (92.322) Vereinbarte Verwaltungsgemeinschaften und Gemeindeverwaltungsverbände 1. Vereinbarte Verwaltungsgemeinschaft der Stadt Mössingen mit den Gemeinden Bodelshausen und Ofterdingen 2. Vereinbarte Verwaltungsgemeinschaft der Stadt Rottenburg am Neckar mit den Gemeinden Hirrlingen, Neustetten und Starzach 3. Gemeindeverwaltungsverband „Steinlach-Wiesaz“ mit Sitz in Gomaringen; Mitgliedsgemeinden: Dußlingen, Gomaringen und Nehren | Weitere Gemeinden 1. Ammerbuch (11.522) 2. Bodelshausen (5805) 3. Dettenhausen (5543) 4. Dußlingen (6153) 5. Gomaringen (9080) 6. Hirrlingen (3123) 7. Kirchentellinsfurt (5492) 8. Kusterdingen (9016) 9. Nehren (4390) 10. Neustetten (3794) 11. Ofterdingen (5505) 12. Starzach (4373) |  |

## Gemeinden vor der Kreisreform

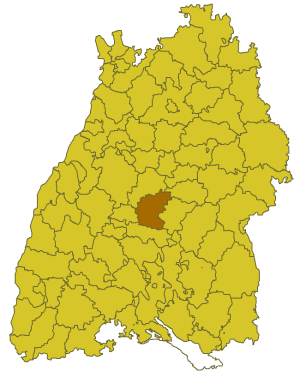
Landkreis Tübingen vor der Kreisreform

Vor der Kreisreform am 1. Januar 1973 und der Gemeindereform gehörten zum alten Landkreis Tübingen seit 1938 insgesamt 54 Gemeinden, darunter zwei Städte. 1974 wurde Mössingen zur dritten Stadt des Landkreises Tübingen erhoben.
Am 7. März 1968 stellte der Landtag von Baden-Württemberg die Weichen für eine Gemeindereform. Mit dem Gesetz zur Stärkung der Verwaltungskraft kleinerer Gemeinden war es möglich, dass sich kleinere Gemeinden freiwillig zu größeren Gemeinden vereinigen konnten. Den Anfang im alten Landkreis Tübingen machten am 1. Dezember 1971 mehrere Gemeinden, die in die Stadt Rottenburg am Neckar eingegliedert wurden. Ferner entstand zum 1. Dezember 1971 die neue Gemeinde Ammerbuch. In der Folgezeit reduzierte sich die Zahl der Gemeinden stetig. Die meisten noch verbliebenen Gemeinden des alten Landkreises Tübingen gingen am 1. Januar 1973 im neuen vergrößerten Landkreis Tübingen auf, sechs Gemeinden kamen zum Landkreis Reutlingen.
Die größte Gemeinde des alten Landkreises Tübingen war die Kreisstadt Tübingen, die seit dem 1. April 1956 eine Große Kreisstadt ist. Die kleinste Gemeinde war Dörnach.
Der alte Landkreis Tübingen umfasste zuletzt eine Fläche von 482 km² und hatte bei der Volkszählung 1970 insgesamt 147.428 Einwohner.
In der Tabelle wird die Einwohnerentwicklung des alten Landkreises Tübingen bis 1970 angegeben. Alle Einwohnerzahlen sind Volkszählungsergebnisse.
| Datum              | Einwohner |
| ------------------ | --------- |
| 17. Mai 1939       | 84.098    |
| 13. September 1950 | 100.583   |

| Datum        | Einwohner |
| ------------ | --------- |
| 6. Juni 1961 | 123.854   |
| 27. Mai 1970 | 147.428   |

In der Tabelle stehen die Gemeinden des alten Landkreises Tübingen vor der Gemeindereform.
| frühere Gemeinde            | heutige Gemeinde     | heutiger Landkreis | Einwohner am 6. Juni 1961 |
| --------------------------- | -------------------- | ------------------ | ------------------------- |
| Altingen                    | Ammerbuch            | Tübingen           | 1.068                     |
| Bad Niedernau               | Rottenburg am Neckar | Tübingen           | 522                       |
| Bebenhausen                 | Tübingen             | Tübingen           | 440                       |
| Bodelshausen                | Bodelshausen         | Tübingen           | 2.483                     |
| Breitenholz                 | Ammerbuch            | Tübingen           | 448                       |
| Bühl                        | Tübingen             | Tübingen           | 894                       |
| Dettenhausen                | Dettenhausen         | Tübingen           | 2.482                     |
| Dettingen                   | Rottenburg am Neckar | Tübingen           | 1.026                     |
| Dörnach                     | Pliezhausen          | Reutlingen         | 263                       |
| Dußlingen                   | Dußlingen            | Tübingen           | 3.860                     |
| Entringen                   | Ammerbuch            | Tübingen           | 1.654                     |
| Frommenhausen               | Rottenburg am Neckar | Tübingen           | 328                       |
| Gniebel                     | Pliezhausen          | Reutlingen         | 694                       |
| Hagelloch                   | Tübingen             | Tübingen           | 1.023                     |
| Hailfingen                  | Rottenburg am Neckar | Tübingen           | 662                       |
| Häslach                     | Walddorfhäslach      | Reutlingen         | 584                       |
| Hemmendorf                  | Rottenburg am Neckar | Tübingen           | 568                       |
| Hirrlingen                  | Hirrlingen           | Tübingen           | 1.677                     |
| Hirschau                    | Tübingen             | Tübingen           | 1.347                     |
| Immenhausen                 | Kusterdingen         | Tübingen           | 421                       |
| Jettenburg                  | Kusterdingen         | Tübingen           | 574                       |
| Kiebingen                   | Rottenburg am Neckar | Tübingen           | 1.040                     |
| Kilchberg                   | Tübingen             | Tübingen           | 608                       |
| Kirchentellinsfurt          | Kirchentellinsfurt   | Tübingen           | 3.666                     |
| Kusterdingen                | Kusterdingen         | Tübingen           | 2.231                     |
| Mähringen                   | Kusterdingen         | Tübingen           | 766                       |
| Mössingen                   | Mössingen            | Tübingen           | 6.568                     |
| Nehren                      | Nehren               | Tübingen           | 1.996                     |
| Nellingsheim                | Neustetten           | Tübingen           | 278                       |
| Obernau                     | Rottenburg am Neckar | Tübingen           | 387                       |
| Oberndorf                   | Rottenburg am Neckar | Tübingen           | 808                       |
| Ofterdingen                 | Ofterdingen          | Tübingen           | 2.291                     |
| Öschingen                   | Mössingen            | Tübingen           | 1.403                     |
| Pfäffingen                  | Ammerbuch            | Tübingen           | 997                       |
| Pfrondorf                   | Tübingen             | Tübingen           | 1.799                     |
| Pliezhausen                 | Pliezhausen          | Reutlingen         | 2.679                     |
| Poltringen                  | Ammerbuch            | Tübingen           | 845                       |
| Remmingsheim                | Neustetten           | Tübingen           | 694                       |
| Reusten                     | Ammerbuch            | Tübingen           | 626                       |
| Rottenburg am Neckar, Stadt | Rottenburg am Neckar | Tübingen           | 10.786                    |
| Rübgarten                   | Pliezhausen          | Reutlingen         | 705                       |
| Schwalldorf                 | Rottenburg am Neckar | Tübingen           | 461                       |
| Seebronn                    | Rottenburg am Neckar | Tübingen           | 716                       |
| Stockach                    | Gomaringen           | Tübingen           | 279                       |
| Talheim                     | Mössingen            | Tübingen           | 1.089                     |
| Tübingen, Große Kreisstadt  | Tübingen             | Tübingen           | 49.631                    |
| Unterjesingen               | Tübingen             | Tübingen           | 1.568                     |
| Walddorf                    | Walddorfhäslach      | Reutlingen         | 1.427                     |
| Wankheim                    | Kusterdingen         | Tübingen           | 740                       |
| Weiler                      | Rottenburg am Neckar | Tübingen           | 455                       |
| Weilheim                    | Tübingen             | Tübingen           | 845                       |
| Wendelsheim                 | Rottenburg am Neckar | Tübingen           | 842                       |
| Wolfenhausen                | Neustetten           | Tübingen           | 429                       |
| Wurmlingen                  | Rottenburg am Neckar | Tübingen           | 1.181                     |

## Kfz-Kennzeichen
Am 1. Juli 1956 wurde dem Landkreis bei der Einführung der bis heute gültigen Kfz-Kennzeichen das Unterscheidungszeichen TÜ zugewiesen. Es wird durchgängig bis heute ausgegeben.